# Voyage dans la préhistoire
Pour plus de détails, voir Fiche technique et Distribution.
Voyage dans la préhistoire (titre original : Cesta do pravěku) est un film d'animation tchécoslovaque réalisé par Karel Zeman, sorti en Tchécoslovaquie en 1955, et dont une version modifiée a été distribuée aux États-Unis en 1966.

## Synopsis
À travers un manuel scolaire, quatre garçons remontent le Fleuve du temps. Les jeunes explorateurs découvrent ainsi les espèces animales et végétales de l'ère jurassique et affrontent notamment quelques monstres préhistoriques.

## Autour du film
Le récit de ce long métrage s'inspire des Voyages extraordinaires de Jules Verne (notamment des gravures d'Hetzel) et du Monde perdu de Harry O. Hoyt, en particulier des trucages mis au point par Willis O'Brien.
Karel Zeman, parfois surnommé le « Méliès tchèque », combine ici plusieurs techniques (animaux animés, décors peints et acteurs vivants).
En 1966 une nouvelle version du film a été produite par William Cayton, intitulée Journey to the Beginning of Time. Elle a d'abord été diffusée sous forme de feuilleton à la télévision avant d'être projetée en salles. Plusieurs scènes ont été ajoutées, « à la manière du cinéma tchèque », en particulier un prologue de huit minutes. Désormais les quatre garçons, après avoir visité le Musée américain d'histoire naturelle de New York, vont faire du canotage à Central Park, pénètrent dans une grotte et se retrouvent transportés dans le passé.

## Fiche technique
- Titre : Voyage dans la préhistoire
- Titres alternatifs : Voyage à travers la préhistoire ; Voyage dans les temps préhistoriques
- Titre original : Cesta do pravěku
- Titre de la version américaine de 1966 : Journey to the Beginning of Time
- Réalisation : Karel Zeman ; Fred Ladd pour les scènes additionnelles de la version américaine
- Scénario : Josef Novotný et Karel Zeman ; William Cayton pour la version américaine
- Musique : Emil František Burian, František Strangmüller
- Production : Československý státní film, Filmove Studio Gottwaldov
- Pays d'origine : Tchécoslovaquie
- Technique : acteurs vivants, animaux articulés
- Genre : film d'animation
- Couleur :
- Format : 35 mm
- Durée : 93 minutes
- Date de sortie : 1955

## Distribution

### Version tchécoslovaque
- Vladimír Bejval : Jirka/Jo-Jo
- Petr Herrman : Toník/Tony
- Zdenek Husták : Jenda/Ben
- Jósef Lukáš : Petr/Doc

### Version américaine
- Victor Betral : Joe/Jo-Jo
- Charles Goldsmith : Ben
- James Lucas : Doc

## Récompenses et distinctions
Voyage dans la préhistoire a obtenu le prix du Meilleur film pour enfants lors du Festival de Venise de 1955.